# Brachystegia bakeriana
Brachystegia bakeriana är en ärtväxtart som beskrevs av Burtt Davy och John Hutchinson. Brachystegia bakeriana ingår i släktet Brachystegia och familjen ärtväxter. IUCN kategoriserar arten globalt som sårbar. Inga underarter finns listade i Catalogue of Life.